# Леандро Амарал
Леа́ндро Ка́мара до Амара́л (порт. Leandro Câmara do Amaral; 6 августа 1977, Сан-Паулу) — бразильский футболист, нападающий. Экс-игрок сборной Бразилии. На протяжении карьеры выступал за большое количество клубов, в основном на родине.

## Биография
Родился в Сан-Паулу, там же начинал заниматься футболом. Первым клубом в его карьере была «Португеза Деспортос», в составе которой он дебютировал в 1997 году. За примерно два года выступлений в команде он забил 29 голов в 73 играх в чемпионате страны. После этого молодого форварда приобрела итальянская «Фиорентина», победившая в борьбе за Леандро «Порту». В сезоне 2000/01 он играл регулярно (19 игр, 5 голов) и выиграл в составе команды Кубок Италии, остающийся в настоящее время его единственным командным трофеем за карьеру. В 2000—2001 гг. Леандро провёл 6 матчей за сборную страны, голов не забивал; принял участие в Кубке конфедераций-2001, где бразильцы заняли 4-е место, провёл там 4 матча из пяти сыгранных его командой. Отыграв в сезоне 2001/02 всего один матч за флорентийцев, Леандро вернулся на родину, подписав контракт с «Гремио», где задержался ненадолго. Затем сменил большое количество клубов, выступая без особых успехов. В 2006 году перешёл в «Васко да Гама», в составе которого ему затем удалось выйти на прежний уровень игры: за два года (с перерывом на краткое пребывание в «Флуминенсе») он провёл за «Васко» 71 игру и забил 32 гола, получив в 2007 году «Серебряный мяч» как лучший форвард и как лучший игрок по версии болельщиков. Тем не менее его игра, как и наличие в составе других сильных игроков, не помогла «Васко» избежать вылета в Серию B по результатам сезона-2008. В январе 2009 года Леандро Амарал покинул «Васко» и подписал 2-летний контракт с «Флуминенсе».

## Достижения
- Обладатель Кубка Италии: 2000/01 («Фиорентина»)
- Обладатель «Серебряного мяча» как лучший форвард года: 2007
- Обладатель «Серебряного мяча» по версии болельщиков: 2007